# میمون رقاص
«میمون رقاص» ترانه‌ای از هنرمند اهل استرالیا تونز اند آی است که در ۱۰ مه ۲۰۱۹ منتشر شد. این ترانه در چارت‌های استرالیا، اتریس، بلژیک، دانمارک، فنلاند، فرانسه، آلمان، ایرلند، هلند،نیوزلند، نروز، آفریقای جنوبی، سوئد، سوئیس، و بریتانیا به رتبه یک دست یافت و به یکی از پرفروش‌ترین ترانه‌های ۲۰۱۹ بدل گردید. این ترانه در جایزه موسیقی آریا در سال ۲۰۱۹ نامزد هفت جایزه مختلف شد.